# Ouzinkie
Ouzinkie est une localité d'Alaska aux États-Unis dans le Borough de l'île Kodiak dont la population était de 161 habitants en 2010.

## Situation - climat
Elle est située sur la côte ouest de l'île Spruce, à côté de l'île Kodiak, au nord-ouest de la ville de Kodiak et à 398 km à vol d'oiseau d'Anchorage.
Le climat est maritime, avec des nuages fréquents et du brouillard. Le vent peut y être très fort de décembre à février. Les températures vont de 0 °C à 17 °C.

## Histoire - activités
Le village a été fondé par la Compagnie russe d'Amérique, les russes l'appelaient Uzenkiy dès 1849, ce qui signifiait village des russes et des créoles. En 1889, une conserverie de poisson y a été ouverte. L'église russe orthodoxe a été construite en 1890 et en 1927 la poste y était ouverte à son tour. Le séisme de 1964 en Alaska a détruit la conserverie. Après la catastrophe, la Columbia Ward a racheté les bâtiments restants dont le magasin, mais n'a pas reconstruit la conserverie.
En 1960, les installations de transformation du poisson ont été réhabilitées, mais elles ont brûlé en 1976 peu de temps après avoir été revendues à la Glacier Bay, et depuis, n'ont pas été reconstruites.
L'économie locale repose actuellement essentiellement sur la pêche commerciale, ainsi que sur les activités de subsistances et le tourisme, avec quelques hébergements et un service de guides.

## Démographie
| 1880 | 1890 | 1920 | 1930 | 1940 | 1950 |
| ---- | ---- | ---- | ---- | ---- | ---- |
| 45   | 74   | 96   | 168  | 253  | 177  |

| 1960 | 1970 | 1980 | 1990 | 2000 | 2010 |
| ---- | ---- | ---- | ---- | ---- | ---- |
| 214  | 160  | 173  | 209  | 225  | 161  |

## Sources et références
- (en) Cet article est partiellement ou en totalité issu de l’article de Wikipédia en anglais intitulé « Ouzinkie, Alaska » (voir la liste des auteurs).

1. ↑  « Statistiques des États-Unis - Alaska - Profils des communautés de 2010 » (consulté en novembre 2020)